# ペレヤースラフカ
ペレヤースラフカ（ロシア語: Переяславка）はロシア連邦東部のハバロフスク地方にあり、イメニ・ラゾ地区の中心に位置する町。人口は7,472人（2018年）。